# Secessione di Stoccarda
La Secessione di Stoccarda indica un gruppo di artisti tedeschi, pittori e scultori, che nella primavera del 1923 si staccarono dalla Lega degli artisti di Stoccarda a causa del loro sorpassato stile e della loro politica conservatrice.
L'organizzazione delle mostre fu il punto di rottura che portò a questo distacco, che prese il nome, da precedenti analoghi, di "secessione").
Membri "fondatori" della Secessione furono gli insegnanti accademici Heinrich Altherr e Arnold Waldschmidt, gli insegnanti delle scuole di artigianato Alfred Lörcher e Bernhard Pankok e gli artisti "liberi" Reinhold Nägele e Jakob Wilhelm Fehrle.
Heinrich Altherr ne fu, dal 1923 al 1928, il primo presidente. La sua personalità coniò e dominò spiritualmente la secessione.
Nel 1933 l'associazione di artisti, nel corso della "normalizzazione" nazista, venne di fatto sciolta, anche se formalmente rimase in piedi fino all'inizio del 1937.
La fine ebbe luogo con l'epurazione compiuta dai nazionalsocialisti nella Galleria Statale di pittura di Stoccarda, ove numerose opere dei membri della secessione e di altri partecipanti all'esposizione furono estromesse e distrutte.
Nel 1947 la Secessione di Stoccarda fu rifondata ed esistette, senza proprie possibilità di esposizione, fino al 1967.

## Membri e partecipanti alle esposizioni
Max Ackermann, Theo Aeckerle, Heinrich Altherr, Willi Baumeister, Albert Birkle, Jakob Bräckle, Jakob Wilhelm Fehrle, Franz Frank, Hans Gassebner, Tell Geck, Walter Gutbrod, Manfred Henninger, Julius Herburger, Lily Hildebrandt, Ida Kerkovius, Immanuel Knayer, Alfred Lörcher, Otto Luick, Hans Molfenter, Rudolf Müller, Reinhold Nägele, Rolf Nesch, Bernhard Pankok, Hans Purrmann, Valentin Saile, Käte Schaller-Härlin, Leonhard Schmidt, Peter Jakob Schober, Gertrud Stemmler, Karl Stirner, Georg Alfred Stockburger, Hans Gottfried von Stockhausen, Arnold Waldschmidt, Kurt Weinhold, Rudolf Yelin

## Esposizioni
- 1923 - 1. Esposizione (Secessione di Stoccarda), Costruzione artistica nella piazza del Castello, Stoccarda
- 1924 - 2. Esposizione (Secessione di Stoccarda), Haus auf dem Gelände der Bau-Esposizione, Stoccarda
- 1926 - 3. Esposizione (Secessione di Stoccarda), Nuove costruzioni artistiche nel giardino del Castello, Stoccarda
- 1927 - 4. Esposizione (Secessione di Stoccarda & di Berlino), Nuove costruzioni artistiche, Stoccarda
- 1928 - 5. Esposizione (Secessione di Stoccarda & del Baden), Nuove costruzioni artistiche, Stoccarda
- 1929 - 6. Esposizione (Secessione di Stoccarda & Nuova Secessione di Monaco), Nuove costruzioni artistiche, Stoccarda
- 1931 – Mostra di raccolte (Nuova Secessione di Monaco & Secessione di Stoccarda), Palazzo di vetro di Monaco, Monaco
- 1932 - 7. Esposizione (Secessione di Stoccarda e Nuova Secessione di Monaco), Nuove costruzioni artistiche, Stoccarda
- 1947 - Neugründung 1. Esposizione (Secessione di Stoccarda), Casa degli artisti Sonnenhalde, Stoccarda